# Rod Temperton
Rodney Lynn „Rod“ Temperton (9. října 1949, Cleethorpes, North East Lincolnshire – září / říjen 2016) byl anglický hudební skladatel.
Proslul zejména coby autor písní Michaela Jacksona jako „Thriller“, „Rock with You“ nebo „Off the Wall“. Jeho skladby však interpretovali i další umělci jako Anita Baker, Aretha Franklin, George Benson nebo Herbie Hancock.